# Álvaro de las Casas
Álvaro de las Casas Blanco (Orense, 2 de julio de 1901 - Barcelona, 8 de marzo de 1950) fue un escritor español, en gallego y castellano, de poesía, novela, ensayo y, fundamentalmente, obras de teatro.

## Biografía
En Orense cursó sus estudios básicos y el bachillerato, transladándose a Valladolid para cursar la carrera de Filosofía y Letras. Se doctoró en Historia y Geografía, lo que quizá influyese en su posterior propuesta de teatro histórico. Ejerció de catedrático y de director del Instituto de Noya, donde fundó los primeros grupos Ultreya. Fue escritor dramático de renombre y traductor de obras de autores portugueses. Militó en el Partido Galeguista y fue miembro del Instituto Histórico del Miño. En 1933, tras una larga polémica con el Partido Galeguista funda Vangarda Nazonalista Galega. Tras una conferencia en el Instituto Histórico del Miño en la que disertaba sobre el teatro en Galicia y que publicó, aportó su propuesta de teatro gallego, que, en su opinión, debería ser poético, de temática histórica y representable en cualquier parte de Galicia. Todas estas características se encuentran en su obra A morte de Lord Sataüler (1929). En 1936, con el estallido de la guerra civil, se exilió en Buenos Aires, donde residió hasta 1950. En este año, regresó a España, residiendo en Barcelona, donde falleció.

## Obra
Teatro
- O Xardín do Castelo de Vidre (1926).
- A Morte de Lord Sataüler (1929).
- Pancho de Rábade. Vía Crucis en Seis Estaciós (1931).
- O Tolo da Lastra, contenido en Tres conversas (1930).
- A Gavilla, contenido en Tres conversas (1930).
- Dente de Ouro, contenido en Tres conversas (1930).
- O Outro (1930).
- Mátria (1935).
- Teatro dos Nenos (1936).
- Rechouchío (1936).
- Mitin (1936).

Poesía
- Sulco e Vento (1931).
- Escolma de Cantigas (1934).

Prosa
- Ladaíña (1927).
- Xornadas de Sebastián Albor (1931).

Na labareda dos trópicos Rio de Janei9ro, 1939
Ensayo
- Verbas aos Mozos Galegos (1933).
- A Illa de Ons (1935).

En español
- Las caracochas (Valladolid, 1922).
- El romanticismo en la poesía portuguesa (Madrid, 1924).
- La ciudad de las sonrisas (Madrid, 1926)
- Poetas portugueses: Antonio Nobre (Madrid, 1927)
- Dos días en Orense (Madrid, 1928)
- El Paso de Lebre (Madrid, 1929)
- Mr. Borrow en Finisterre (Compostela, 1935)
- El cementerio de Noya (Compostela, 1936)
- Os dois (Rio de Janeiro, 1938)
- Cancionero popular gallego (Santiago de Chile, 1939)
- España, génesis de la revolución (Río de Janeiro, 1938)
- Los santos de España (Santiago de Chile, 1939)
- Antología de poetas gallegos (Buenos Aires, 1939)
- Santiago de Compostela (Buenos Aires, 1939)
- Ana Amelia (Buenos Aires, 1940)
- La angustia de nuestro tiempo (Santiago de Chile, 1940)
- ``Sonetos Brasileños (Buenos Aires, 1941)
- Breve historia de España (Buenos Aires, 1942)
- La fontana fría (Rosario, 1944)
- Horas de España en el reloj del mundo (Rosario, 1944)
- Nobles y escritores españoles en América (Santa Fe, 1946)
- Los españoles (Buenos Aires, 1947)
- Relaciones hispano-americanas (Paraná, 1947)
- Alta de amor (Buenos Aires, 1947)
- Valoración de la conquista (Paraná, 1947)
- La cultura, una cultura, esta cultura (Santa Fe, 1948)
- Aire de amante (Santa Fe, 1948)